# Лоренц, Макс (певец)
Макс Ло́ренц (нем. Max Lorenz; наст. фам. Зюльценфус, нем. Sülzenfuß; 10 мая 1901, Дюссельдорф — 11 января 1975, Зальцбург) — немецкий оперный певец (тенор). Наиболее известен как исполнитель партий героического тенора в операх Вагнера. Каммерзенгер (1966).

## Биография
Родился в семье мясника. Учился у Макса Паули в Кёльне и Эрнста Гренцебаха в Берлине. Дебютировал в 1927 году в Дрезденской опере. В 1933 году принят в Берлинскую государственную оперу. Гастролировал во многих оперных театрах мира. В 1933—1954 годах выступал на Байрёйтском фестивале, в 1931—1934 годах — на сцене Метрополитен-опера.
Будучи гомосексуалистом, Лоренц с 1932 года был женат на певице Шарлотте (Лотте) Аппель (1897—1964), еврейке по национальности. Вначале нацисты относились к его гомосексуальности терпимо, однако когда его привлекли к суду за связь с молодым человеком, Гитлер заявил тогдашнему директору Байрёйтского фестиваля Винифред Вагнер, что присутствие Лоренца на фестивале неприемлемо. Вагнер ответила, что в таком случае придётся закрыть фестиваль, поскольку без Лоренца он немыслим. По окончании процесса Лоренц продолжил выступать в Байрёйте.
Лоренц настаивал на том, чтобы появляться на публике с женой-еврейкой, что расценивалось нацистами как провокация. Однажды, когда Лоренца не было дома, в квартиру ворвались эсэсовцы, собираясь арестовать его жену и тёщу. В последний момент Лотта Лоренц сумела позвонить сестре Германа Геринга. эсэсовцам было приказано покинуть квартиру и оставить женщин в покое. В письме от 21 марта 1943 г. Геринг сообщал, что Лоренц находится под его личной защитой и против него, его жены и тёщи не должно предприниматься никаких действий.
По утверждению Вальдемара Кмента, Лоренц пользовался своим привилегированным положением при Третьем рейхе, чтобы оградить от обвинений многих своих друзей и коллег еврейской национальности.
После Второй мировой войны поселился в Вене и принял австрийское гражданство. В 1948—1962 гг. — солист Венской государственной оперы. В 1962—1974 гг. преподавал в Моцартеуме и частным образом в Мюнхене и Зальцбурге.
Лоренц обладал искусством особой интерпретации образов Тристана, Зигфрида и Тангейзера.
Похоронен вместе с женой в Вене на Центральном кладбище.